# Gare de Chalabre
Pour les articles homonymes, voir Chalabre (homonymie).
La gare de Chalabre est une ancienne gare ferroviaire française de la Ligne de Moulin-Neuf à Lavelanet, située sur le territoire de la commune de Chalabre, dans le département de l'Aude, en région Occitanie.
Mise en service en 1902, elle est fermée au trafic au cours du XXe siècle (1946 pour les voyageurs, 1973 pour les marchandises).

## Situation ferroviaire
Établie à 370 mètres d'altitude, la gare de Chalabre est située au point kilométrique (PK) 110,495 de la ligne de Moulin-Neuf à Lavelanet, entre les anciennes gares de Camon et de Rivel - Montbel.

## Patrimoine ferroviaire
L'ancien bâtiment voyageurs a été transformé en maison d'habitation, associant également un local associatif et un point d'information touristique. Il s'agit d'un point de passage sur l'itinéraire de la voie verte qui emprunte l'ancien tracé de la ligne de chemin de fer.